# 北條氏規
北條氏規（1545年—1600年3月22日），日本戰國時代後北條氏武將，乃是三代當主北條氏康的五男，是四代當主北條氏政的同母弟，同為今川氏親的女兒所出，幼名助五郎。相模三崎城主、伊豆韮山城城代。妻子是北條綱成的女兒高源院。長子北條氏盛後來成為五代當主北條氏直的養子，繼承了北條家的正統血脈。

## 生平
幼少時，北條氏規作為北條家跟今川義元結盟的人質，被送往駿河國駿府，由外祖母壽桂尼扶養:88,163，曾有一段時期成為今川義元的養嗣子，且與同為人質的德川家康交好，成年後（約永祿5年至7年間）返回小田原城:90，後迎娶北條家驍將玉繩城主北條綱成的女兒（法名：高源院）為妻:213，並繼承北條綱成的養父北條為昌之家業，擔任相模三崎城城主，領三浦一郡，同時開始使用刻有「真實」兩字的印判。
與兄長氏照、氏邦相較之下，北條氏規以出色的外交手腕聞名，當時後北條氏與上杉謙信、武田勝賴的來往、以及織田信長歿後，北條家與德川家康平分武田家舊領、促成和奧州伊達氏、蘆名氏的同盟等外交重任都由北條氏規負責。
永祿12年（1569年）武田信玄侵攻伊豆之際，擔任韮山城的守備，並擊退武田軍。由於領地為相模國三浦郡三崎寶藏山等地理因素，而率領三浦水軍。
在天正14年（1586年）豐臣秀吉平定九州後，北條氏規對內主張投降豐臣家，並作為當主北條氏直的使者數度上洛與秀吉會面交涉，但由於北條家內部主戰派佔了上風，北條氏規的努力斡旋並未無成效，豐臣秀吉為統一日本於天正18年（1590年）大舉攻入關東。
此次戰役中，北條氏規統率3640餘兵馬負責在居城韭山城駐守，但根本不是豐臣家4萬大軍的對手，最後在抵抗4個月以後，接受舊友德川家康的勸告開城投降，隨後回到小田原城勸說北条氏政與姪兒北條氏直投降，於小田原城陷落後，隨氏直一起被流放到高野山。
但在天正19年（1591年）北條氏規被秀吉招出，給他河內丹南郡2000石領地，文禄3年（1594年）獲贈河内國河内郡6,980石，擔任狭山城主。氏直病歿後，氏規之子北條氏盛繼承了他的領地，俸祿共是河內狹山一萬二千石。北條氏規後於慶長5年（1600年）2月8日於大阪逝世，享年56歲，法名一唾院殿勝謄宗丹大居士。

## 登場作品
小說
- 转生竹中半兵卫！和一起转生的不知名武将一起在战国乱世活下去（双叶社、青山有著）